# La Première Messe
Pour plus de détails, voir Fiche technique et Distribution.
La Première Messe (A Primeira Missa) est un film brésilien réalisé par Lima Barreto, sorti en 1961.

## Fiche technique
- Titre : La Première Messe
- Titre original : A Primeira Missa
- Réalisation : Lima Barreto
- Scénario : Lima Barreto et Nair Lacerda
- Musique : Gabriel Migliori
- Photographie : H. E. Fowle
- Montage : Mauro Alice
- Production : Ferdinando de Aguiar
- Société de production : Campos Elíseos Cinematográfica
- Pays :  Brésil
- Genre : Drame
- Durée : 90 minutes
- Dates de sortie : 
  -  France : 1961 (festival de Cannes)

## Distribution
- Roberto Alrean
- Dionísio Azevedo : Maître Zuza
- Artur Barman
- Felipe Barreto
- Lima Barreto
- Martin Binder
- Francisco Brasileiro
- Ricardo Campos
- Margarida Cardoso
- Múcio Ferreira
- Galileu Garcia
- Vittorio Gobbis
- Jaime Gonçalves
- Luciano Gregory
- Henricão
- Nieta Junqueira
- Ferreira Leite
- Cavalheiro Lima
- José Mariano Filho
- Nelson Oliver
- Joel Penteado
- Jacyra Sampaio

## Distinctions
Le film a été présenté en sélection officielle en compétition au Festival de Cannes 1961.